# 高宮英郎
高宮 英郎（たかみや ひでお、1945年10月1日 - ）は、日本の実業家。

## 概要
代々木ゼミナール創業者・高宮行男の次男。兄はイギリス文学者の高宮利行。慶應義塾大学経済学部卒業。
高宮行男の没後、学校法人高宮学園の理事長に就任。
理事長に就任してからSAPIXを買収して、中学受験への教育も始める。
2014年に高宮英郎理事長の名で今後の計画を出し、2015年に計画であった代々木ゼミナールの校舎の7割になる20校を閉鎖。